# Konstantin Matiuszewski
Konstantin Wikientjewicz Matiuszewski (ros. Константин Викентьевич Матюшевский, ur. 22 sierpnia 1917 we wsi Poludowo w guberni witebskiej, zm. 17 października 1999) – radziecki polityk białoruskiego pochodzenia, przewodniczący Komitetu Wykonawczego Rady Obwodowej w Brześciu (1964-1983), I sekretarz Komitetu Obwodowego Komunistycznej Partii Białorusi w Mohylewie (1958-1964).
1938 ukończył uczelnię pedagogiczną w Orszy, a 1939 instytut uczelniany, od 1940 w WKP(b), w 1938 był dyrektorem domu dziecka, a w 1939 nauczycielem w szkole średniej w obwodzie mohylewskim. 1939-1946 służył w Armii Czerwonej, uczestnik wojny z Niemcami, 1946-1948 instruktor Komitetu Obwodowego Komunistycznej Partii (bolszewików) Białorusi w Pińsku, później kierownik wydziału organów partyjnych, związkowych i komsomolskich Komitetu Obwodowego KP(b)B w Pińsku, 1948-1950 II sekretarz, a 1950-1958 I sekretarz rejonowego komitetu KP(b)B/KPB w obwodzie pińskim. Zaocznie ukończył Wyższą Szkołę Partyjną przy KC KPZR, od 7 lutego 1958 do 10 grudnia 1964 I sekretarz Komitetu Obwodowego KPB w Mohylewie (od stycznia 1963: Wiejskiego Komitetu Obwodowego KPB w Mohylewie), od 11 grudnia 1964 do 1983 przewodniczący Komitetu Wykonawczego Rady Obwodowej w Brześciu. Deputowany do Rady Najwyższej ZSRR 5 kadencji.

## Odznaczenia
- Order Lenina (1958)
- Order Wojny Ojczyźnianej I klasy
- Order Wojny Ojczyźnianej II klasy
- Order Czerwonej Gwiazdy